# Berlin Nobody
Pour plus de détails, voir Fiche technique et Distribution.
Berlin Nobody (A Sacrifice) est un film américano-germano-britannique réalisé par Jordan Scott et sorti en 2024. Il s'agit d'une adaptation du roman Tokyo de Nicholas Hogg (en).

## Synopsis
Le psychologue américain Ben Monroe s'installe à Berlin. Il souhaite y approfondir ses recherches sur les sectes, en infiltrant l'une d'elles. Pendant ce temps, sa fille rebelle Mazzy se rapproche d'un mystérieux jeune homme. L'adolescente va alors se retrouver en grand danger et son père va devoir tout faire pour la sauver.

## Fiche technique
Sauf indication contraire, les informations mentionnées dans cette section peuvent être confirmées par les bases de données cinématographiques IMDb et Allociné,  présentes dans la section « Liens externes ».
- Titre original et français : Berlin Nobody
- Autre titre : A Sacrifice
- Réalisation : Jordan Scott
- Scénario : Jordan Scott, d'après le roman Tokyo de Nicholas Hogg (en)
- Musique : Volker Bertelmann
- Décors : Sebastian Soukup
- Costumes : Brie Harris
- Photographie : Julie Kirkwood
- Montage : Rachel Durance
- Production : Jonas Katzenstein, Maximilian Leo, Georgina Pope, Michael A. Pruss et Ridley Scott

Producteurs délégués : Justin Alvarado-Brown, Eric Bana, Céline Dornier, Frédéric Fiore Kenji Isomura
Coproducteurs : Carlotta Löffelholz, Rusta Mizani et Simon B. Stein
- Sociétés de production : Scott Free Productions, Logical Pictures et Augenschein FilmProduktion
- Société de distribution : Vertical (États-Unis)
- Budget : N/A
- Pays de production :  États-Unis,  Allemagne,  Royaume-Uni
- Langue originale : anglais
- Format : couleur
- Genre :  thriller, drame
- Durée : 94 minutes
- Dates de sortie[1] :
  - États-Unis : 28 juin 2024 (sortie limitée en salles)
  - Allemagne : 1er août 2024

## Distribution
- Eric Bana (VFB : Karim Barras) : Ben Monroe
- Sylvia Hoeks (VFB : Delphine Moriau) : Nina
- Sadie Sink (VFB : Sofia Abouatmane) : Mazzy
- Jonas Dassler (VFB : Maxime van Santfoort) : Martin
- Sophie Rois (VFB : Fabienne Loriaux) : Hilma
- Lara Feith (de) (VFB : Marie Du Bled) : Lotte
- Stephan Kampwirth (de) (VFB : Simon Duprez) : Max Aumann
- Justine Del Corte : Sofie Aumann, son épouse
- Joone Dankou : Elsa Aumann, leur fille

Source VF : carton du doublage français sur Canal+.

## Production
Le tournage débute à Berlin en septembre 2022. Le film est produit par Ridley Scott et Michael Pruss pour Scott Free Productions et Augenschein FilmProduktion. L'actrice Kiernan Shipka est initialement annoncée en janvier 2022 aux côtés d'Eric Bana, mais elle quitte finalement le projet juste avant le tournage. En mai 2022, Sylvia Hoeks rejoint le film. En septembre 2022 Sadie Sink, Jonas Dassler ou encore Sophie Rois sont confirmés. Les prises de vues s'achèvent en décembre 2022,.

## Sortie et accueil
Les ventes internationales sont gérées par Protagonist Pictures et Augenschein Sales. En février 2024, Vertical acquiert les droits de distribution pour l'Amérique du Nord où le film est rebaptisé A Sacrifice en mai 2024. Il connait une sortie limitée aux Etats-Unis le 28 juin 2024,.